# Aramäer (Volk)

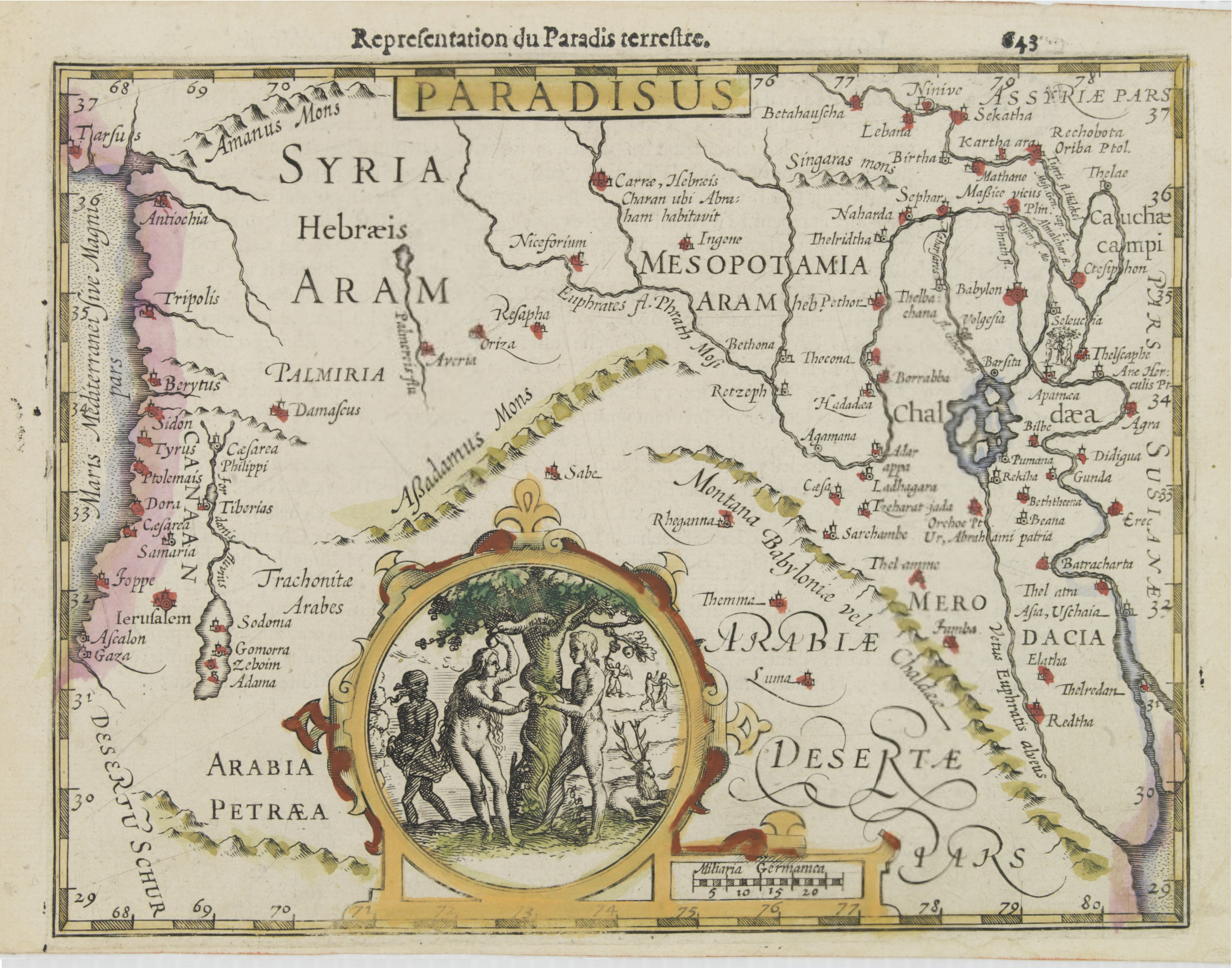
Das Land der Aramäer (Syrien & Mesopotamien) des Kartographen Jodocus Hondius, 1607 in Amsterdam

Die Aramäer (reichsaramäisch ܐܳܪ̈ܳܡܳܝܶܐ) sind eine semitische Völkergruppe, die seit der ausgehenden Bronzezeit in der Levante und in Mesopotamien mehrere Königreiche wie Aram (Damaskus), Arpad (Aleppo) und Hamath (Hama) gründete, die später meist unter die Herrschaft des neuassyrischen Reiches gerieten. Durch Umsiedlungen und die generellen Bevölkerungsverschiebungen in neuassyrischer Zeit wurde die aramäische Sprache zur Amtssprache des neuassyrischen, des neubabylonischen und des Achämenidenreiches sowie mehr und mehr zur Verkehrs- und Diplomatensprache im Vorderen Orient, unter den Seleukiden, Parthern und Römern. Seit parthischer Zeit (im 3. Jahrhundert v. Chr.) sind die aramäischen Einzelstämme nicht mehr zu unterscheiden.

## Bezeichnung
Der Name „Aram“ findet sich erstmals in einer Inschrift des akkadischen Königs Naram-Sin aus dem 23. Jahrhundert v. Chr., wo er als Ortsbezeichnung dient. Seit mittelassyrischer Zeit dient der Begriff „Aramäer“ als eine Sammelbezeichnung für verschiedene Nomadenstämme, die wahrscheinlich seit dem 13. Jahrhundert v. Chr. von Westen her nach Nordmesopotamien eindrangen. Im Zuge der jahrhundertelangen Konflikte mit den altorientalischen Staaten und einer teils schnelleren, teils langsameren Sesshaftwerdung dürfte es im Laufe der Zeit zu einer Angleichung von Sprache und Sitten der verschiedenen aramäischen Stämme gekommen sein (Ethnogenese).
Seit Tiglat-pileser I. ist die Bezeichnung mata-ri-me belegt. In den Annalen Aššur-bel-kalas (Teil III, Zeile 27) findet sich die Bezeichnung a-ri-mi.

### Achlamu

#### Assyrische Quellen
Achlamu, Halbnomaden, werden in assyrischen Quellen seit Rim-Anum (18. Jahrhundert v. Chr.) und in Texten aus Mari erwähnt. Seit der Herrschaft Arik-den-ilus (1307–1296 v. Chr.) kämpften die Achlamu oft auf der Seite Mittanis oder der Hethiter gegen die Assyrer. Nach dem Fall von Hanigalbat gelang es Assyrien nicht, die Nomaden zu kontrollieren. Die meisten assyrischen Befestigungen lagen, wie Dur-Katlimmu, östlich des Chabur. Die Siedlungsdichte auf der Dschesireh und im Tur Abdin ging wegen der unsicheren Zustände deutlich zurück, die zerstörten mitannischen Städte wurden nicht wieder aufgebaut. Vermutlich gingen Teile der bislang sesshaften Bevölkerung in diesen unsicheren Zeiten zum Nomadismus über.
Vielleicht sind auch die Hirana, die in Briefen aus Dur-Kurigalzu auftauchen, zu diesen Völkergruppen zu rechnen. Diese Hirana hatten sich in Subartu niedergelassen und wohnten auch in Mari und Suhu am mittleren Euphrat. Manche Forscher sehen auch in den 'Army der Ugarit-Texte frühe Aramäer.
Sehr bald wuchsen sich die Achlamu zu einer Bedrohung für Assur aus, die bald größer wurde als die durch die Lullubäer im Osten. Aššur-reš-iši I. (1133–1116 v. Chr.) rühmte sich, die Achlamu vernichtend geschlagen, „ihre weitverstreuten Horden getötet und ihre Truppen zerschmettert“ zu haben, aber sein Sohn Tiglat-pileser I. (1115–1077 v. Chr.) musste insgesamt 14 Feldzüge gegen sie führen. Die Nomaden flohen vor seinem Heer über den Euphrat. Es gelang dem König, sechs ihrer Städte einzunehmen, aber ein dauernder Erfolg blieb aus, die Nomaden zerstreuten sich, statt sich zur Schlacht zu stellen. Diese Feldzüge fanden im Gebiet zwischen der Stadt Tadmor (Palmyra) und dem Berg Dschabal Bischri statt (Hana), der vielleicht sogar den Namen „Gebirge der Achlamu“ bekam.
Aus dem vierten Regierungsjahr Tiglat-pilesers I., also 1111 v. Chr., werden die Achlamu in Verbindung mit den Aramayya erwähnt: „28 mal bekämpfte ich die Achlamu-Völker und die Aramayya. Ich brachte ihren Besitz als Kriegsbeute nach meiner Stadt Aššur.“ Tiglat-Pileser I. ließ die Euphratübergänge befestigen, in der Hoffnung, die Nomaden so westlich des Flusses halten zu können – ohne Erfolg. Unter Aššur-bel-kala findet sich der Begriff Aramayya nur noch alleine.
Unter Aššur-rabi (1010–979 v. Chr.) fielen Mutkinu am Euphrat und Pitru am Sagur an die Nomaden. Diese Festungen wurden erst unter Salmanassar III. (858–824 v. Chr.) wieder erobert.
Die Achlamu waren jedoch nicht nur Räuber, sondern wurden auch als Viehtreiber und Karawanenführer eingesetzt. Sie lebten in Zelten, unter der Jurisdiktion eines Heerführers, rab zārāti, Herr des Zeltlagers. Im kassitischen Nippur dienten sie nach Ausweis der Rationenlisten als Wachpersonal. Manche trugen auch kassitische oder babylonische Namen.

#### Ägyptische Quellen
In ägyptischen Texten werden sie P3-j-r'-m-w genannt und sind seit Amenophis III. (1391–1353 v. Chr.) belegt. Zur Zeit von Amenophis IV. (1349–1332 v. Chr.) fingen die Achlamu einen an Aššur-uballiṭ I. von Assyrien gesandten Boten des Pharaos ab. Ein Brief von Ḫattušili III. (1275–1250 v. Chr.) an Kadašman-Enlil II. von Babylon (1258–1250 v. Chr.) erwähnt Achlamu, räuberische Nomaden, die den sicheren Handelsverkehr am mittleren Euphrat bis in die Gegend von Tuttul (Tell Bi'a) bedrohen. Ḫattušili fordert Kadašman-Enlil zu einer militärischen Aktion auf.

### Späthethitische Zeit

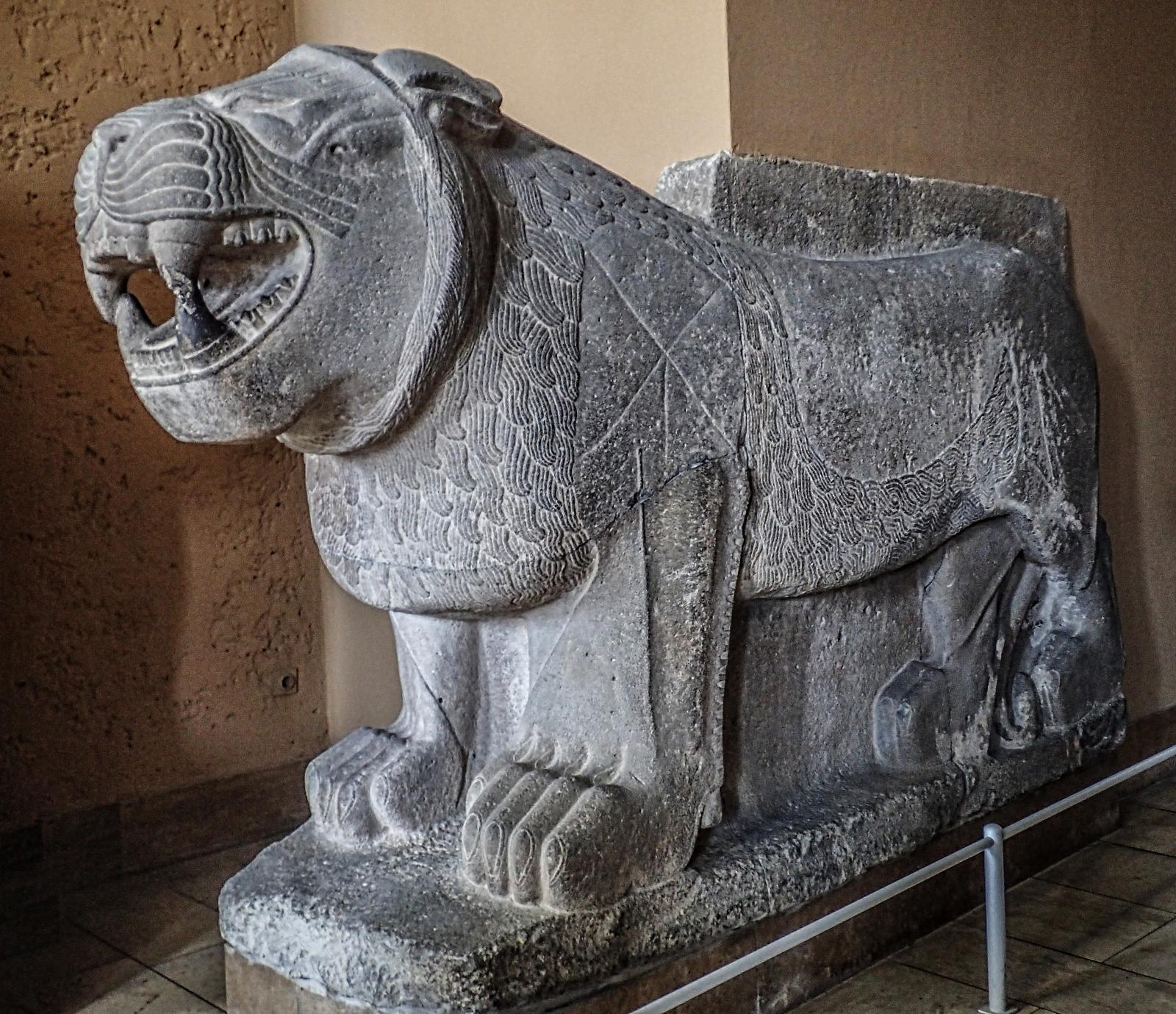
Wächterlöwe vom inneren Tor der aramäischen Zitadelle von Samʼal, Südosttürkei, 10.–8. Jahrhundert v. Chr.

Nach dem Zerfall des Hethiterreiches um 1200 v. Chr. und in einer Zeit der Schwäche Ägyptens konnten die Aramäer in Nordsyrien zahlreiche Kleinkönigreiche begründen, Bit Agusi (Arpad, Aleppo), Bit Adini und Ja’udi. Die späthethitischen Kleinstaaten wie Karkemiš, Hamath, Aleppo und Unqi konnten ihnen auf Dauer keinen Widerstand leisten. Hamath fiel Ende des 11. Jahrhunderts v. Chr. an die Aramäer, auch das Orontes- und Litani-Tal und weite Teile Süd-Syriens wurden besetzt.
Im 11. Jahrhundert v. Chr. bekämpften gemäß biblischer Überlieferung die israelitischen Könige Saul, David und Salomo die Aramäer im Libanon. Die Bibel nennt die Stämme von Aram (Damaskus), Aram-Zoba (Beka'a), Geschur in Hauran, Aram-Ma'ka am (Hermon) und Aram-Bet-Rehob.
Im 12. Jahrhundert v. Chr. bestanden zahlreiche aramäische Siedlungen im Euphratbogen südlich von Karkemiš. Das Königreich von Bit Adini mit der Hauptstadt Til Barsip (Tell Achmar) erstreckte sich bereits auf beiden Seiten des Flusses. Weitere Fürstentümer dieser Zeit waren Bit-Bahiani mit der Hauptstadt Gosan am oberen Habur, Laqê an der Habur-Mündung, Suhi am Euphrat und Gidara (aram. Radammate) am Tigris. Auch am unteren Tigris um die Diyala-Mündung siedelten sich aramäische Stämme an.
Mit Adad-apla-iddina bestieg ein Aramäer den Thron Babylons. In seiner Regierungszeit verwüsteten plündernde Suti und Aramäer den Ebabbar des Šamaš in Sippar – das Kultbild des Gottes ging verloren – und Tempel in Nippur und überfielen Dêr und Dūr-Kurigalzu. Diese Vorgänge sind durch eine Weihe-Inschrift auf dem Thron des Enlil aus dem Ekurrigal in Nippur (nur durch zwei Abschriften überliefert) und die eklektische Chronik bekannt.

### Neuassyrische Zeit
Mit Adad-nirari II. (911–891 v. Chr.) war die assyrische Schwächeperiode überwunden (Beginn des Neuassyrischen Reiches), und er begann mit Feldzügen gegen die Aramäer und Hanilgabat (Mitanni). Er unterwarf Suhi, Hit, Nasibina Nisibis, Huzirina und Gidara. Assurnasirpal konnte die aramäische Vorherrschaft am Chabur brechen und erreichte das Mittelmeer, unter Salmanassar III., der ebenfalls seine Waffen im „Oberen Meer“ reinigte, wurde die assyrische Herrschaft über die Aramäerstämme am Euphrat (Bit Adini), Chabur und in Nordsyrien (Bit Agusi) konsolidiert. Die Aramäer am Euphrat wurden mehr und mehr in das Assyrische Reich integriert.
Das Königreich von Aram leistete jedoch heftigen Widerstand und konnte verhindern, dass sich die assyrische Herrschaft weiter nach Süden ausbreitete. In der Schlacht von Qarqar 852 v. Chr. besiegte Salmanasser zwar angeblich eine Koalition von zwölf Stämmen unter der Führung von Irhuleni von Hama und IM-idri von Damaskus, konnte diesen Sieg aber nicht ausbauen. Von 849 bis 835 v. Chr. erfolgten weitere Feldzüge nach Aram-Damaskus, da immer wieder Aufstände ausbrachen.
Šamši-Adad V. hatte seine militärischen Aktivitäten vor allem auf Babylon konzentriert, Šammuramat kümmerte sich wieder um die Verhältnisse in Syrien. 805 v. Chr. konnte Adad-nirari III. den Tribut von Aram entgegennehmen. Ferner führte er Feldzüge gegen den Nomadenstamm der ʾItū im Zab-Tal. Auch nach babylonischen Berichten richteten plündernde nomadisierende Aramäer im Süden, im Gebiet von Babylon und Borsippa große Schäden an. Erst Tiglat-pileser III. konnte die Nomadenstämme im Süden unterwerfen, er erreichte mit seinem Heer den Persischen Golf. In Syrien konnte er Arpad, das unter Aššur-nirari V. abgefallen war und ein Bündnis mit Meliddu, Kummuḫu und Gurgum eingegangen war, nach zweijähriger Belagerung 740 v. Chr. einnehmen, obwohl Sarduri II. versuchte, ihnen zur Hilfe zu kommen. 739 v. Chr. folgte Tiglat-Pileser III. dem Hilferuf des Panamuwa II. von Ja’udi und tötete den Usurpator Asarja. Anschließend setzte er Panamuwa II. als König ein. Aram fiel erst 732 v. Chr. unter Tiglat-pileser III., die Bevölkerung wurde deportiert. Unter Tiglat-pileser III. fanden auch weitere große Deportationen statt, so wurden 30.000 Leute aus dem Königreich Hama nach Urartu und nach Mannai zwangsumgesiedelt, 150.000 Aramäer aus dem südlichen Babylonien mussten sich im östlichen Hochland niederlassen. Diese Maßnahmen sollten den Widerstand der unterworfenen Bevölkerung brechen und die Bevölkerungsverluste durch die ständigen Kriege ausgleichen. Gleichzeitig führten diese Maßnahmen zu einer zunehmenden Aramäisierung des assyrischen Reiches.
Die unterworfenen aramäischen Stämme wurden zunehmend in das assyrische Reich eingegliedert. So war die Mutter von Assurbanipal (669–627 v. Chr.) Naqi'a/Zakûtu eine Aramäerin. Sie genoss am Hof großen Einfluss und war letztlich diejenige, die nach dem Tod von Asarhaddon die Thronbesteigung von Assurbanipal sicherte. Mit der zunehmenden Ausbreitung des Aramäischen als Verkehrssprache im gesamten vorderen Orient verliert sich die Spur einzelner aramäischer Stämme.

### Römische und persische Zeit
In nachchristlicher Zeit konnte sich ein unabhängiges Fürstentum Edessa behaupten. Unter den Abgar-Fürsten blühte die syrische Kultur und Sprache für kurze Zeit wieder auf. Nach dem Frieden zwischen den Persern und Kaiser Jovian im Jahr 363 wurde ein Kastell in der Nähe von Nisibis auf der Straße nach Amida, von dem heute noch mächtige Quader Zeugnis geben, zur Grenze zwischen dem christlichen Römischen Reich und dem zoroastrischen Persischen Reich. Diese Grenze trennte zugleich das syrischsprachige Christentum in zwei Flügel: der reichskirchliche gehörte zum Patriarchat Antiochien, der östliche bildete das ostsyrische Katholikat Seleukia-Ktesiphon.

### Neuzeit
Die Aramäer bilden eine neuzeitliche ethnische Minderheit. Eine aramäische Flagge wurde 1980 geschaffen.
Der israelische Innenminister Gideon Sa’ar unterzeichnete am 16. September 2014 eine Anordnung, wonach Aramäer als eigenständige nationale Bevölkerungsgruppe im Bevölkerungsregister Israels geführt werden. Die Entscheidung wird vor allem christlichen Familien, die sich selbst dieser antiken Nationalität zugehörig fühlen, die Möglichkeit geben, sich als Aramäer registrieren zu lassen. Bislang wurden sie als Araber geführt. Der Innenminister berief sich bei seiner Entscheidung auf drei Expertengutachten, die zu dem Schluss gekommen waren, dass diese Nationalität die Bedingungen für die offizielle Anerkennung erfüllten, darunter das gemeinsame historische Erbe, Religion, Kultur, Herkunft und Sprache.

## Überleben der Sprache
Die aramäische Sprache wurde oder wird in der christlichen Liturgie verschiedener Kirchen verwendet:
- unter dem Namen „Aramäisch“
- unter dem Namen „Syrisch“
  - im Patriarchat von Antiochien, und zwar dort sowohl im Antiochenischen und Maronitischen Ritus als auch im Byzantinischen Ritus, sowie
  - im ostsyrischen Chaldäischen Ritus von Seleukia-Ktesiphon,
- unter dem Namen „Christlich-Palästinisch“
  - im Patriarchat Jerusalem der „melkitischen“ Chalcedonenser,
  - bei einer Gruppe eingewanderter Christen in Ägypten.

## Aramäische Stämme und Königreiche
- Aram (Damaskus)
- Aram-Bet-Rehob
- Aram Geschur (II Sam. 15, 8; Joschua 13, 13)
- Aram-Maacha
- Aram-Zoba Beka'a
- Bit Adini, mittlerer Euphrat, Hauptstadt Til Barsip (assyrisch Dur-Salmanassar, heute Tell Achmar)
- Bit Agusi Aleppo und Arpad, (Tell Rifa'at)
- Bit-Bahiani, Hauptstadt Guzana/Tell Halaf am Girgip, Nebenfluss des Habur
- Bit Zamani, Gebiet von Diyarbekir
- Gambulu, Gambuläer
- Geschur in Hauran
- Gidara/Radammate, Euphrat
- Hama, Orontes
- Harran, Habur
- Hindanu, Euphrat
- Huzurina
- ʾItū am mittleren Tigris
- Ja'udi/Sam'al, Südost-Türkei (Zincirli)
- Laqê, mittlerer Euphrat
- Nasibina, Nisibis
- Puqudu, Puqudäer
- Sirqu, mittlerer Euphrat
- Temaniten
- Til Abna
- Utuate, Tigris

## Archäologische Stätten
- Hama
- Tell Halaf
- Tell Rifa'at